# 塩屋町 (高松市)
塩屋町（しおやまち）は、香川県高松市中心部の町丁。郵便番号は760-0047。住居表示に関する法律に基づく住居表示は実施されていない。

## 地理
高松市役所より0.8km、高松市中心部の都心に位置し、旧長尾街道の一部である県道160号高松港栗林公園線を挟んで両側に広がる両側町である。北は大工町、南は出晴のことでん志度線の鉄道敷北側付近にある市道亀井町2号線までで、この部分での旧長尾街道は南北の町筋となっているため、合わせて当町も南北に長くなっている。町内は基本的にマンションや企業の事務所が入るビルが立地しているが、それらが建て替えられる以前は旧街道の町筋に発達したという特性上古い商店や民家が立地しており、現代でもそれらがビルやマンションと混在している。町内に鉄道駅は存在しないが、北・東・南の三方にある片原町駅、今橋駅、瓦町駅の駅勢圏となっているほか、南部を国道11号が横断しており、交通の便は開けている。
2020年国勢調査による人口は218人（男117人/女101人）、世帯数は125世帯、面積は4万706.334m2、人口密度は5,400人/km2。公立小学校・中学校の校区は全域が高松第一小学校・中学校（小中一貫）に属している。
町内における都市計画法に基づく用途地域は全域が商業地域で、容積率は国道11号沿いが500%、それ以外が400%である。
当町が広がる県道160号高松港栗林公園線は、内町の常磐橋を起点とした高松五街道の一つ旧長尾街道の一部である。旧長尾街道・志度街道は常磐橋（現丸亀町ドーム）から片原町を東進し、通町で旧志度街道と分岐して南進して当町に至る。当町からは出晴（八坂神社北側）で現在の県道160号とは離れて南東に下り、玉川（杣場川の上流）にぶつかると多賀神社前から再び南進してクランク状に東進と南進を経た後に御坊川で現代の長尾街道と合流して長尾へ至る。
北で通町、南で八坂町、塩上町、東で末広町、築地町、西で今新町、御坊町、福田町、大工町に隣接している。

## 歴史
町名は製塩業が多くあったことに由来するとされ、成立前後の寛永年間（1624年～1643年）の地図によれば、当時付近は塩田や塩釜が描かれている。
かつての高松城城下町の1町で、江戸時代は一丁目〜三丁目が存在した。北側の通町から伸びる町筋沿いに発達し、寛永地図では当町は「通町筋」に包括され、井口町と新通町に当たる地域が「塩やき町」と記載されている。「政要録」によれば松平頼重の入部以降は城下町の東端を当町及び今橋とすることが記されている。寛政元年（1789年頃）の「御領分明細記」によると当町には一丁目と二丁目があり、同年の「高松城下絵図」によれば二丁目とその南端には水路が記されている。天保元年（1830年頃）には二丁目の南端が三丁目がに改称された。また、江戸時代の町筋には袋屋勘四郎（後藤漆谷）の老松園や菊屋逸三といった豪商の邸宅や商家が軒を連ねていた。当町の南端は城下町への出入口で出晴と呼ばれ、当町側には番所と大木戸があった。ここは当時より3つの道と2つの水路が交差する交通の要衝で、付近には祇園社（現八坂神社）も鎮座した。
明治時代に入ると自由民権運動結社「博文社」のメンバーである中野滝次郎の木屋（清酒醸造業）や、井上甚太郎の高松立志社の拠点が当町に位置した。1872年（明治5年）八坂神社境内に芝居小屋ができ、同7年には出晴に春長楽、明治中期には歌舞伎座歓楽座も位置した。1874年（明治7年）12月、県による小学校経費補助の廃止を受け、各地に私立学校が設立され、当町には義方小学校が開校、1876年（明治9年）に啓蒙小学校に置き換わり、学制から教育令への変化を経た1884年（明治17年）には高松第二小学校が設置される。1890年（明治23年）2月15日にはそれまでの高松城下に市制を適用して高松市が成立し、塩屋町もその一部となった。
1904年（明治37年）、渇水が発生し、当町でも8月3日～14日と18日～30日の期間、飲料水の配給が行われている。交通面では高松市の入り口に位置していたこともあって、1898年（明治31年）、讃岐馬車合資会社が当町の出晴-長尾（現さぬき市長尾）間16kmに乗合馬車を走らせ、1912年（明治45年）4月30日には高松電気軌道（現・ことでん長尾線）が開通し、その起点駅として現・瓦町駅志度線のりば付近に出晴駅が開業した。その後、1913年 (大正2年) 10月15日には東讃電気軌道（現・ことでん志度線）が今橋駅から順延され、同じく起点駅として現在の長尾線より北側のことでん瓦町変電所付近に出晴駅が開業した。こうして当町最南端の出晴は農村部と高松とを結ぶ交通の要衝としてその名が知られるようになった。その後、志度線はさらに順延され1915年（大正4年）4月22日には公園前、1917年（大正6年）5月20日にはその先に志度線直通の市内線が開通し高松駅前まで到達。それに加え1927年（昭和2年）4月22日に琴平電鉄（現・ことでん琴平線）が栗林公園駅から延伸し現・瓦町駅が開業すると志度線との乗換駅として人の流れはそちらへ移り、当町の出晴駅付近は寂れた。
1919年（大正8年）2月5日、高松商業銀行塩屋町出張所が開設、1921年（大正10年）6月1日には高松百十四銀行に合併し同行東支店となり、2001年（平成13年）12月10日に松島町三丁目に移転するまでの82年間場所を変えながらも当町内で営業し続けた。1940年（昭和15年）1月12日、塩屋町郵便局の向かいに市立塩屋町診療所が開所し、戦災による焼失まで内科および小児科の診療を行った。
1945年（昭和20年）7月4日未明、高松空襲によって町域の100%を焼失した。この影響で当町にあった出晴駅は同月30日に廃止され、現・瓦町駅に統合されている。1948年（昭和23年）4月6日、当町の校区が築地小学校から新塩屋町小学校へ移管。空襲で壊滅的な被害を受けた高松市中心部では大部分で土地区画整理事業（戦災復興土地区画整理事業）が施行され、塩屋町でも第一工区二次として区画整理の対象となり、町内の多くの街路が拡張・改良された。この区画整理事業の完工となる換地処分公告は1964年（昭和39年）1月25日である。その翌日付で地番整理が施行されたことにより、一部が末広町、福田町、塩上町一丁目〜三丁目及び御坊町へ編入され、同時に御坊町、野方町、福田町及び塩上町の一部を編入した。

### 人口推移
- 1995年：総数287人（男140人/女147人）、122世帯[20]
- 2000年：総数255人（男118人/女137人）、122世帯[21]
- 2005年：総数189人（男84人/女105人）、91世帯[22]
- 2010年：総数197人（男86人/女111人）、85世帯[23]
- 2015年：総数162人（男79人/女83人）、76世帯[24]
- 2020年：総数218人（男117人/女101人）、125世帯[1]

## 主要施設
掲載順は地番の順序による
- クワヤ病院（1番地4）
- 香川県洋菓子協会（1番地6）
- ロイヤルガーデン片原町駅南（2番地5） - 2022年12月～
- アルファライフ瓦町北（3番地8） - 2006年2月～
- 専門学校穴吹動物看護カレッジ（6番地2） - 2006年4月～
- 百十四銀行東支店（7番地1） - 1947年12月22日～1978年3月20日
- 高松北警察署塩屋町交番（7番地2）
- セントラル第2ビル（8番地1）
  - 百十四銀行東支店 - 1978年3月20日～2001年12月10日
  - 百十四銀行東支店築地出張所 - 2001年12月10日～2005年
- 高松歯科口腔外科クリニック（11番地16）
- 小野本社／手芸センター・ドリーム本店（14番地5）
- 高松塩屋町郵便局（15番地3）
- 岡部循環器内科医院（16番地9）